# Stávros Tornés
Stávros Tornés (grec moderne : Σταύρος Τορνές, né à Athènes en 1932 et mort en 1988) est un acteur, metteur en scène et scénariste grec.

## Biographie
De 1957 à 1967, il travaille sur de nombreux tournages où il est technicien voire acteur. Il quitte la Grèce pour l'Italie puis la France pendant la dictature des colonels. Il ne revient en Grèce qu'en 1982 et se lance dans le cinéma expérimental.
Le Festival du film de Turin lui rendit hommage en 2003.

## Filmographie

### Comme réalisateur
- 1973 : Studenti
- 1976 : Addio Anatolia
- 1977 : Coatti
- 1980 : Exopragmatiko
- 1982 : Balamos
- 1984 : Karkalou
- 1986 : Danilo Trelès
- 1988 : Enas erodios gia tin Germania (Ενας ερωδιος για την Γερμανια)

### Acteur
- 1959 : Le Lac des soupirs de Grigóris Grigoríou
- 1962 : Ciel
- 1964 : Bloko
- 1968 : Lettre ouverte
- 1968 : Kierion
- 1970 : Nausicaa (Agnès Varda)
- 1970 : Les Hommes contre (Francesco Rosi)
- 1972 : L'Affaire Mattei (Francesco Rosi)
- 1973 : Nous voulons les colonels (Mario Monicelli)
- 1974 : Allonsanfan (Frères Taviani)
- 1974 : L'An un (Roberto Rossellini)
- 1979 : Le Christ s'est arrêté à Eboli (Francesco Rosi)
- 1980 : La Cité des femmes (Federico Fellini)